# 1972 w informatyce
Kalendarium informatyczne 1972 roku
- 3 kwietnia – opublikowano usługę telnet[1].
- kwiecień – ukazał się Intel 8008[2].
- Seymour Cray założył przedsiębiorstwo Cray Research Incorporated, zajmujące się produkcją superkomputerów[3].